# Mensboken
Mensboken är en bok av författaren och frilansjournalisten Lilian Edvall som gav ut år 1986. Den är den första av fyra böcker av Edvall i en serie om kropp, själ, sex och samlevnad. Boken var den första i sitt slag att ta upp frågor kring kvinnors menstruation. Den vänder sig till unga tjejer men också till deras föräldrar. 
Med hjälp av författaren och illustratören Cecilia Torudd skriver Lilian Edvall om olika tips för att lindra mensvärk, köpa bindor, att hanterar en tampong samt frågor som rör puberteten i störta allmänhet.
Lilian Edvall har låtit intervjua olika personer med olika geografiska bakgrunder om mens. Förutom att Lilian Edvall skriver rent faktamässigt om menstruation så problematiserar hon även frågorna runt kvinnor. Exempelvis kritiserar hon att det inte finns ett givet namn på det kvinnliga könsorganet. Tjejerna som läser mensboken uppmuntras att våga se sitt kön både bokstavligt talat med en spegel men också bildligt talat att våga vara kvinna. Edvall problematiserar också begreppet PMS. Hon skriver att begreppet finns till eftersom kvinnor bryter den vanliga normen i det mansdominerade samhället.
Mensboken har sålts i stora upplagor i Sverige.
Genusvetaren Rebecka Kerstindotter har skrivit en avhandling om kvinnor och mens där hon bland annat analyserar Mensboken (2006).

## Böcker i serien
- 1986 Mensboken
- 1991 och 1998 Klimakterieboken
- 1996 och 2001 Kärleksboken
- 2000 Skilsmässoboken

## Böcker av Lilian Edvall
- 1986 Mensboken
- 1991 och 1998 Klimakterieboken
- 1996 och 2001 Kärleksboken
- 1998 Ensamma katten, Ensamma Hunden
- 1999 Kaninen som längtade hem
- 2000 Skilsmässoboken
- 2002 Kaninen som ville fylla år
- 2003 Kaninen som inte ville sova
- 2004 Råttans drömmar
- 2005 Kaninen som hade tappat bort sin pappa
- 2006 Kaninen och kusinen
- 2006 Botilda Bengtssons nya liv
- 2007 Botilda Bengtsson och den där Sofi
- 2008 Botilda Bengtsson och brorsan
- 2010 Och hundarna skällde alltid på nätterna
- 2011 Zenobia tappar bort sig